# Guánica
Guánica es un municipio ubicado al sudoeste del Estado Libre Asociado de Puerto Rico. Limita al sur con el mar Caribe, al este con Yauco, al oeste con Lajas y al norte con Yauco y Sabana Grande. Su gentilicio es guaniqueño.

## Historia

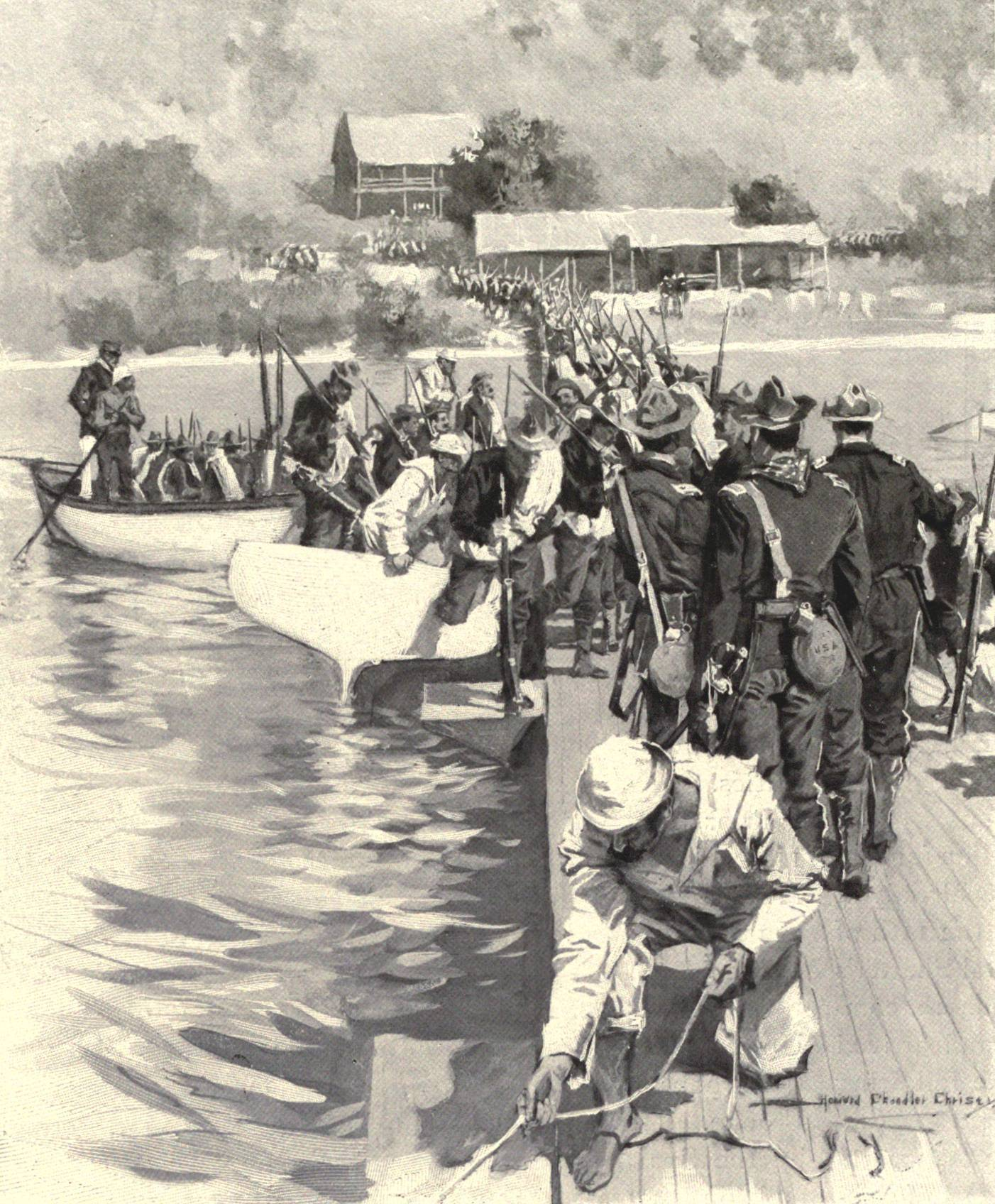
Christy - El desembarco estadounidense en Guánica, 1898

El 12 de agosto de 1508 Juan Ponce de León desembarcó en la bahía de Guánica y fundó el primer asentamiento, llamado Guaynía, población que sería capital de la isla hasta su destrucción por los indígenas en 1511.
Tras su refundación, Guánica formó parte del municipio de Yauco hasta la conformación de un municipio propio el 20 de marzo de 1914. 
El 25 de julio de 1898 las tropas estadounidenses al mando del general Nelson Miles desembarcaron del USS Gloucester en las costas de Guánica en el marco de la guerra hispano-estadounidense en Puerto Rico, campaña que daría la posesión de la isla a los Estados Unidos.
Actualmente, Guánica es conocida como pueblo del eterno verano o por su apodo del pueblo de las doce calles. Se encuentra rodeada de colinas bajas, una de ellas coronada por el fuerte Caprón. La economía de Guánica se basa en dos grandes fábricas de fertilizante, en las plantaciones de azúcar, la pesca y el turismo.

## Fiestas patronales
Las fiestas que desde los tiempos de España se celebraban en Guánica eran las consagradas a San Juan Bautista, el 24 de junio. Se celebraba una misa en la iglesia que estaba en el local de la ya desaparecida ferretería "Chaguín García". Luego de la ceremonia, los fieles se dirigían a una explanada que servía de plaza, donde se efectuaban distintas actividades, además de las que como parte de las mismas tenían lugar en la playa, a donde llegaban familias de Yauco, Lajas, Sabana Grande y San Germán para disfrutar de los baños de mar, que entonces estaban bajo la organización de don Simón Mejil y doña María Cabot de Mejil.

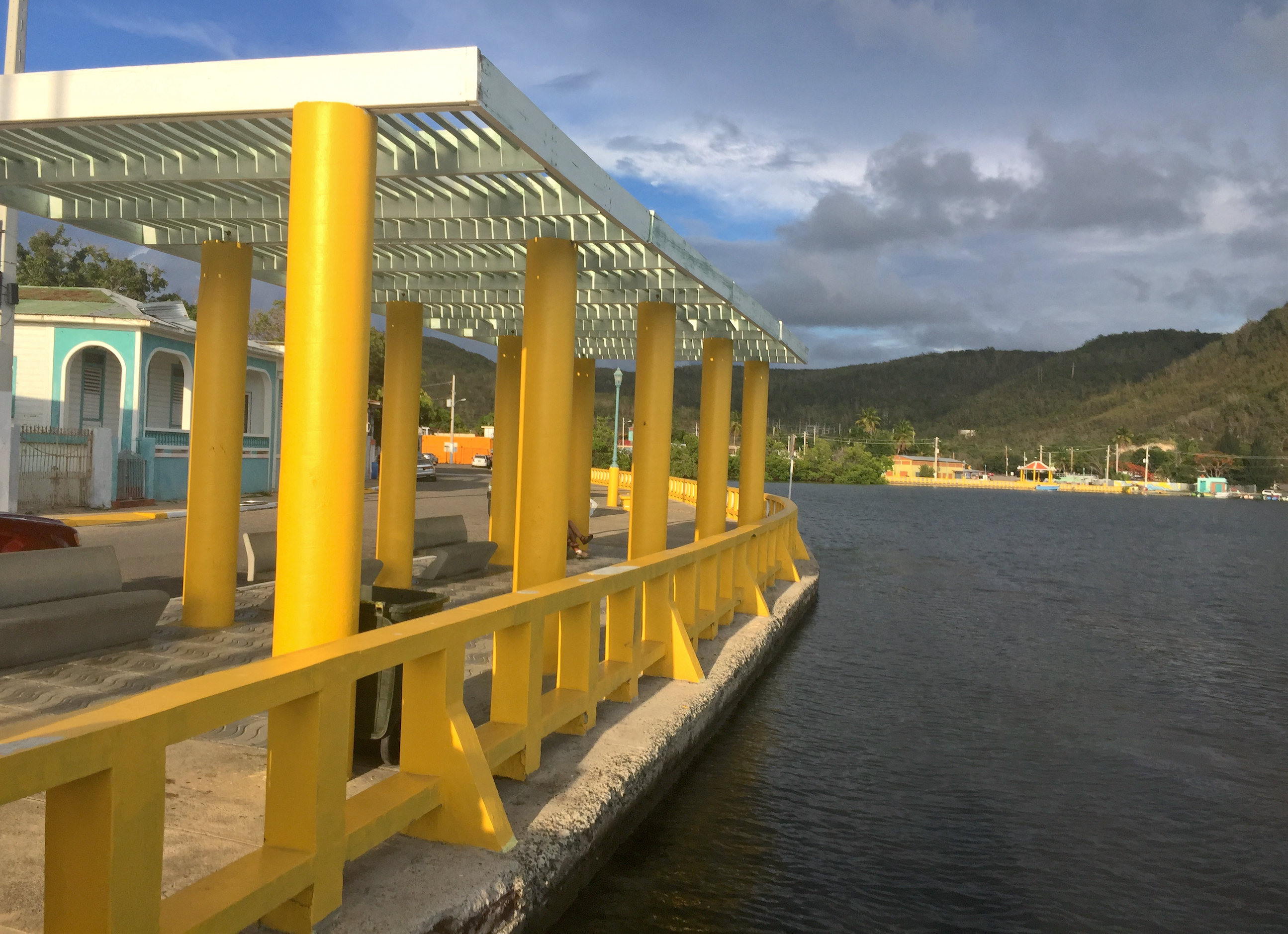
Malecón de Guánica, Puerto Rico

Luego de la llegada de las tropas estadounidenses y al inaugurarse la Central Guánica en Ensenada, se empezó a celebrar en ese lugar la llegada de las tropas estadounidenses a Puerto Rico, mientras que en Guánica se seguía celebrando el día de San Juan. Se daba el caso de que las mismas personas que cooperaban para las fiestas de Ensenada prácticamente eran las mismas que contribuían para las de Guánica.
Siendo tan cerca las fechas de una y otra fiesta, se decidió celebrar una sola y se optó por la conmemoración del desembarco de las tropas estadounidenses, que fue un 25 de julio, día también del Santo Patrón de España, Santiago Apóstol.
Las grandes Fiestas Patronales de Guánica se celebraron al principio en el área del Malecón. Luego se trasladaron a la Plaza Pública Manuel Jiménez y en la década del 1990 se trasladaron al final de la Avenida Esperanza Ydrach. Actualmente se celebran allí 5 días de festejos y música para todos los guaniqueños y visitantes que nos acompañan año tras año.

## Gobierno y política
Martín Vargas Morales se postuló como alcalde por el Partido Popular Democrático (PPD) en el 2001 ganando las elecciones y mantiene su puesto por tercer cuatrienio.
En el 2012 y para la historia cambia la administración del municipio de Guánica siendo electo Santos Seda Nazario alcalde por el Partido Nuevo Progresista (PNP). El actual alcalde Ismael (Titi) Rodríguez Ramos fue electo en el 2020 por el Partido Popular Democrático (PPD).

## Lugares de Interés/Cultura
- Bosque Seco de Guánica
- Casa Alcaldía
- Central de Guánica
- El Guayacán Centenario
- El Antiguo Faro
- Fuerte Caprón
- Haciendas Santa Rita e Igualdad
- Cayo Aurora, Cayos de Caña Gorda ("Isla de Guilligan")
- La Piedra
- Malecón
- Monumento a Juan Ponce de León
- Museo Pedro Juan Vargas Mercado
- Plaza Manuel Jiménez Mesa
- Puente Hamaca
- Playas Santa, Manglillo, Ballenas, Tamarindo, La Jungla, Jaboncillo
- Cuevas cercanas a Playa Tamarindo
- Finca de Girasoles

## Barrios
El Municipio de Guánica tiene 8 barrios.
- Arena
- Caño
- Carenero
- Ciénaga
- Ensenada
- Guánica barrio-pueblo
- Montalva
- Susua Baja

## Colegios y Universidades
Escuelas Elementales: Elsa E. Couto Annoni, ' José Rodríguez de Soto, Magueyes, Luis Muñoz Rivera,  María Luisa McDougall,
Escuelas Intermedias: Agripina Seda
Escuela Superior: Aurea E. Quiles Claudio

## Gallery

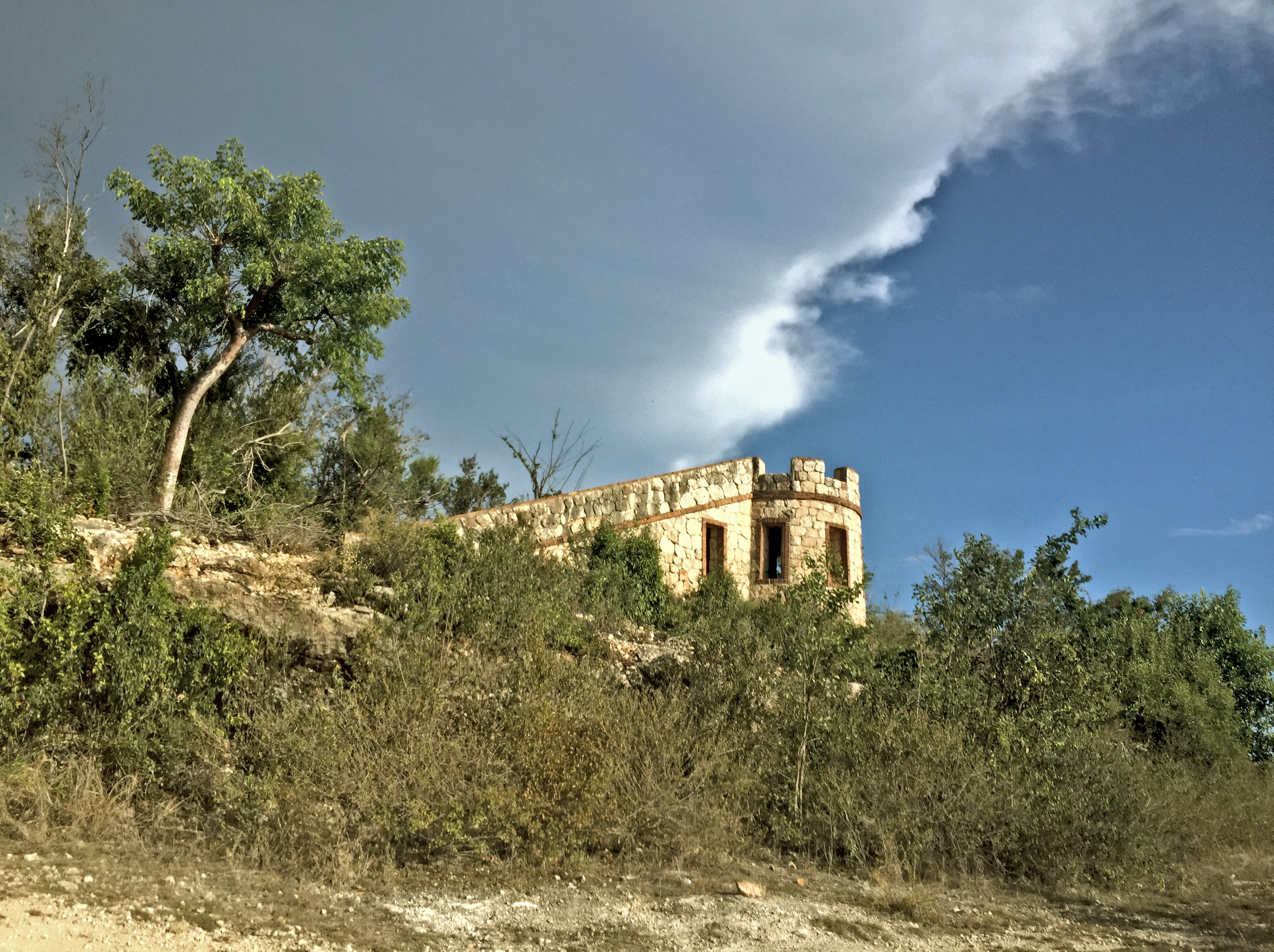
Fuerte Caprón
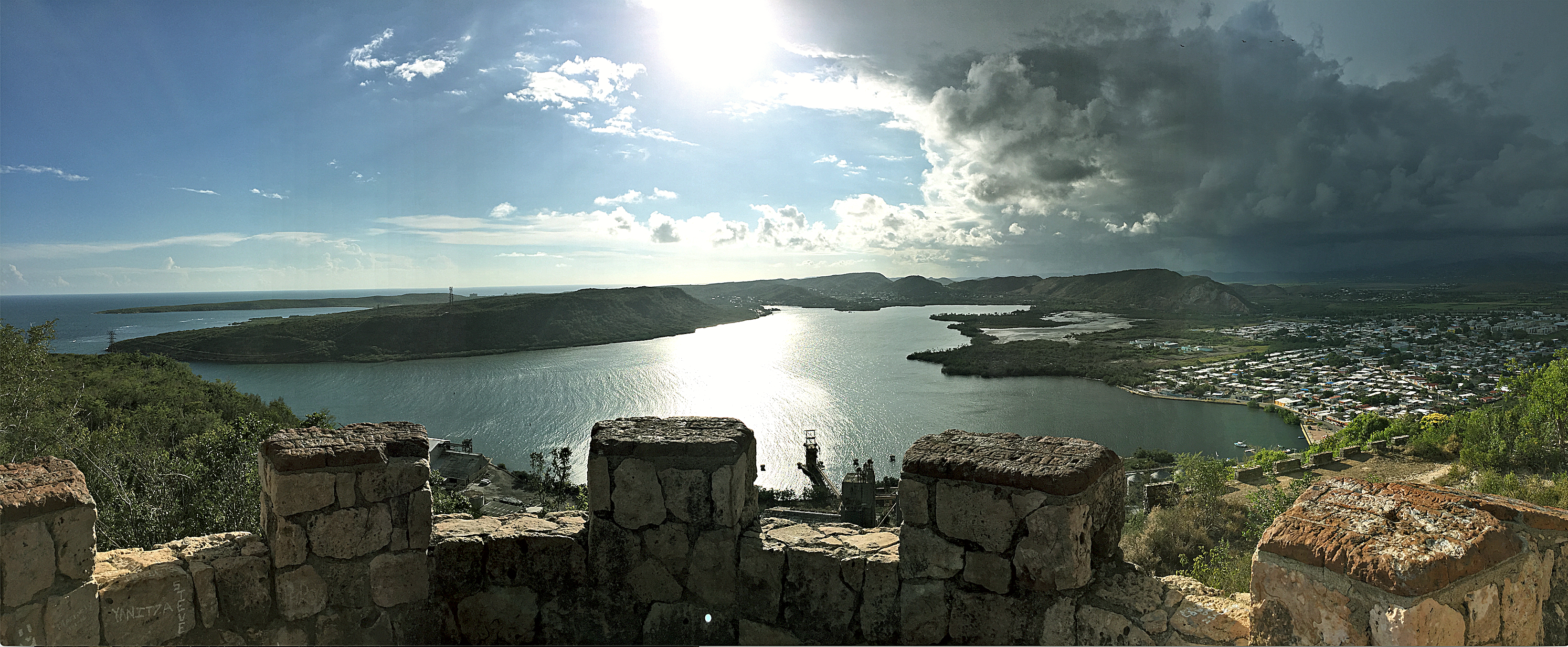
Vista de la bahía de Guánica desde el morrito del Bosque Seco (Puerto Rico)
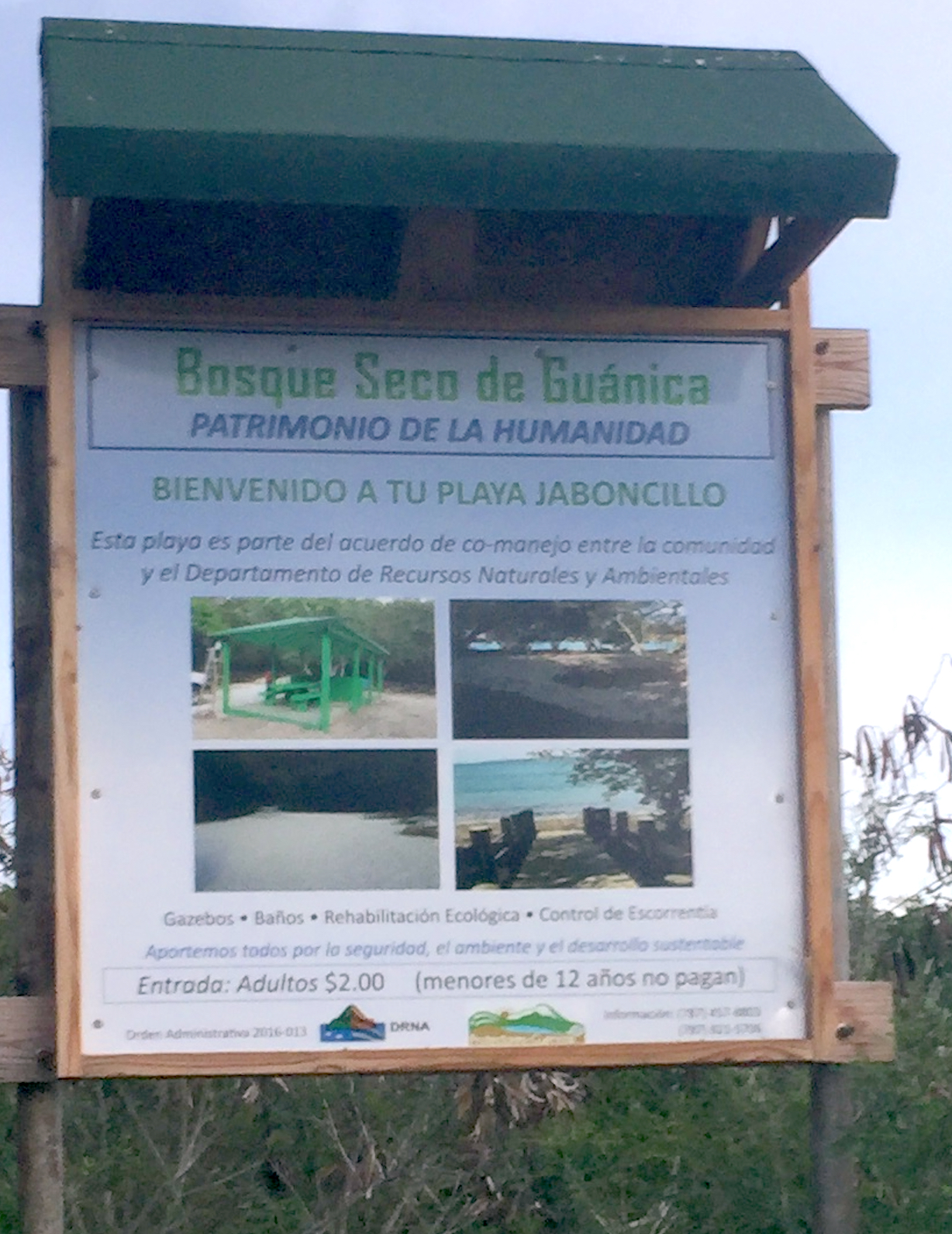
Playa Jaboncillo, Guánica -- letrero
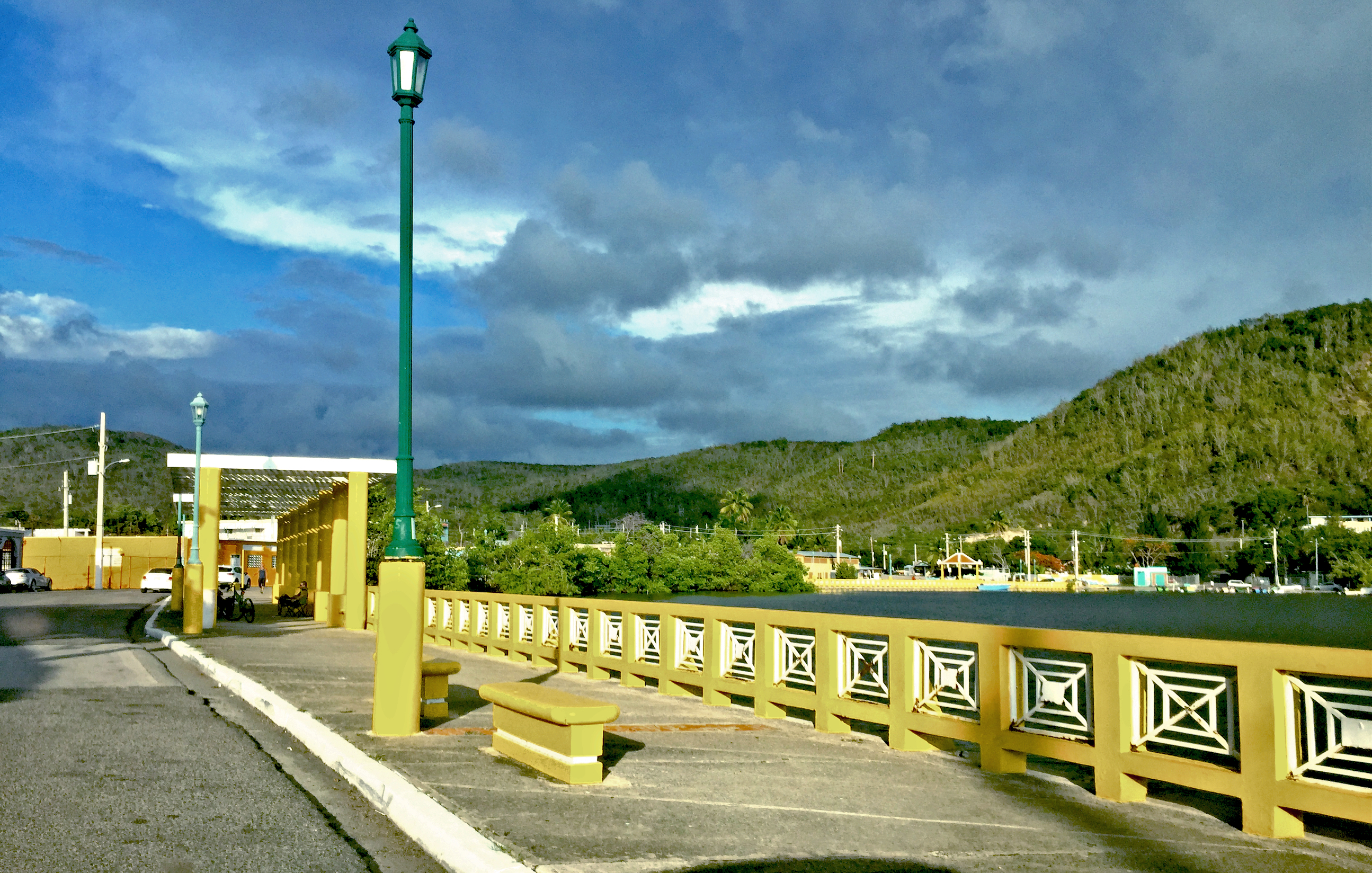
Rieles amarillos del malecón en Guánica, Puerto Rico
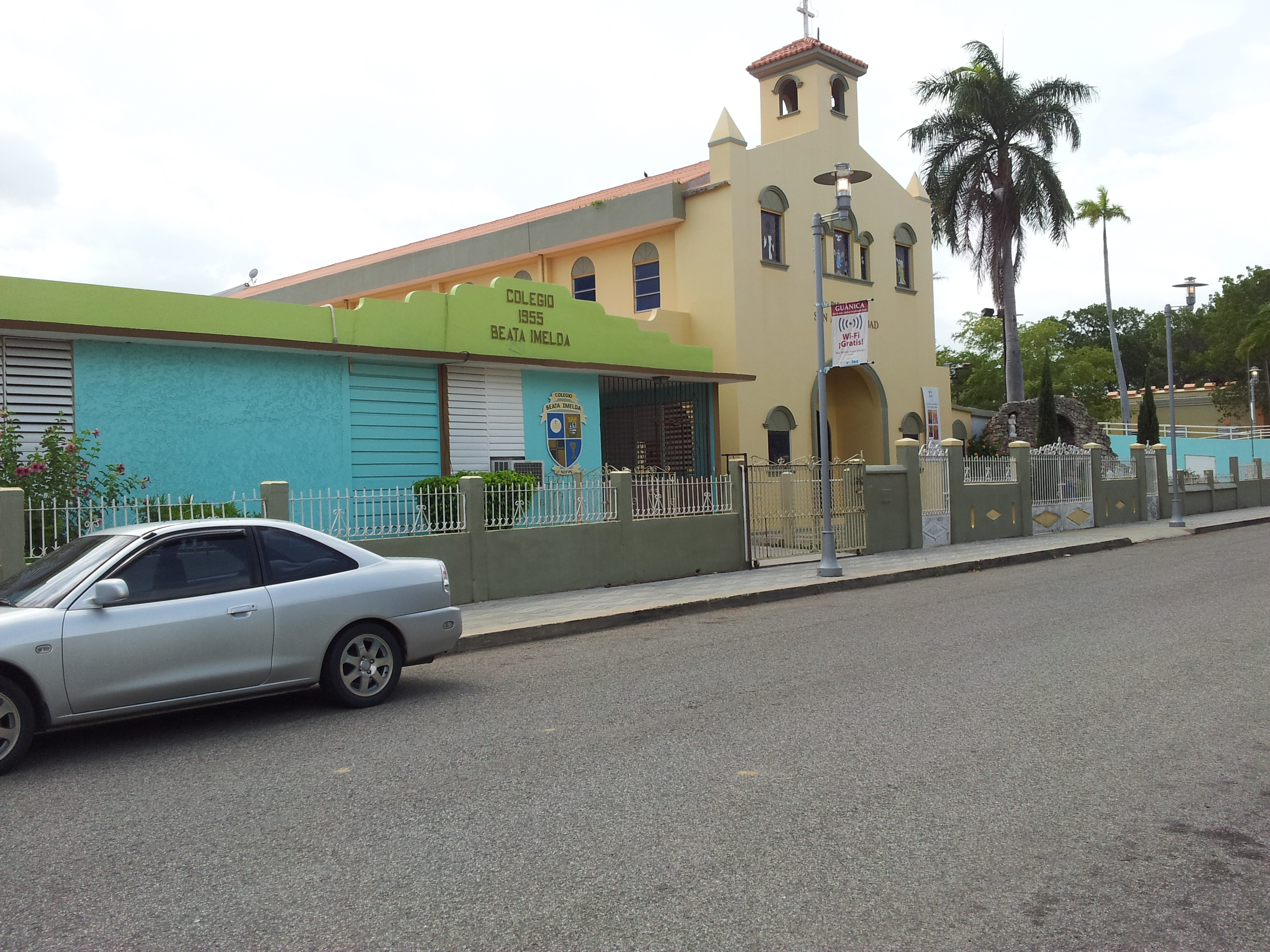
Colegio Beata Imelda en Guánica
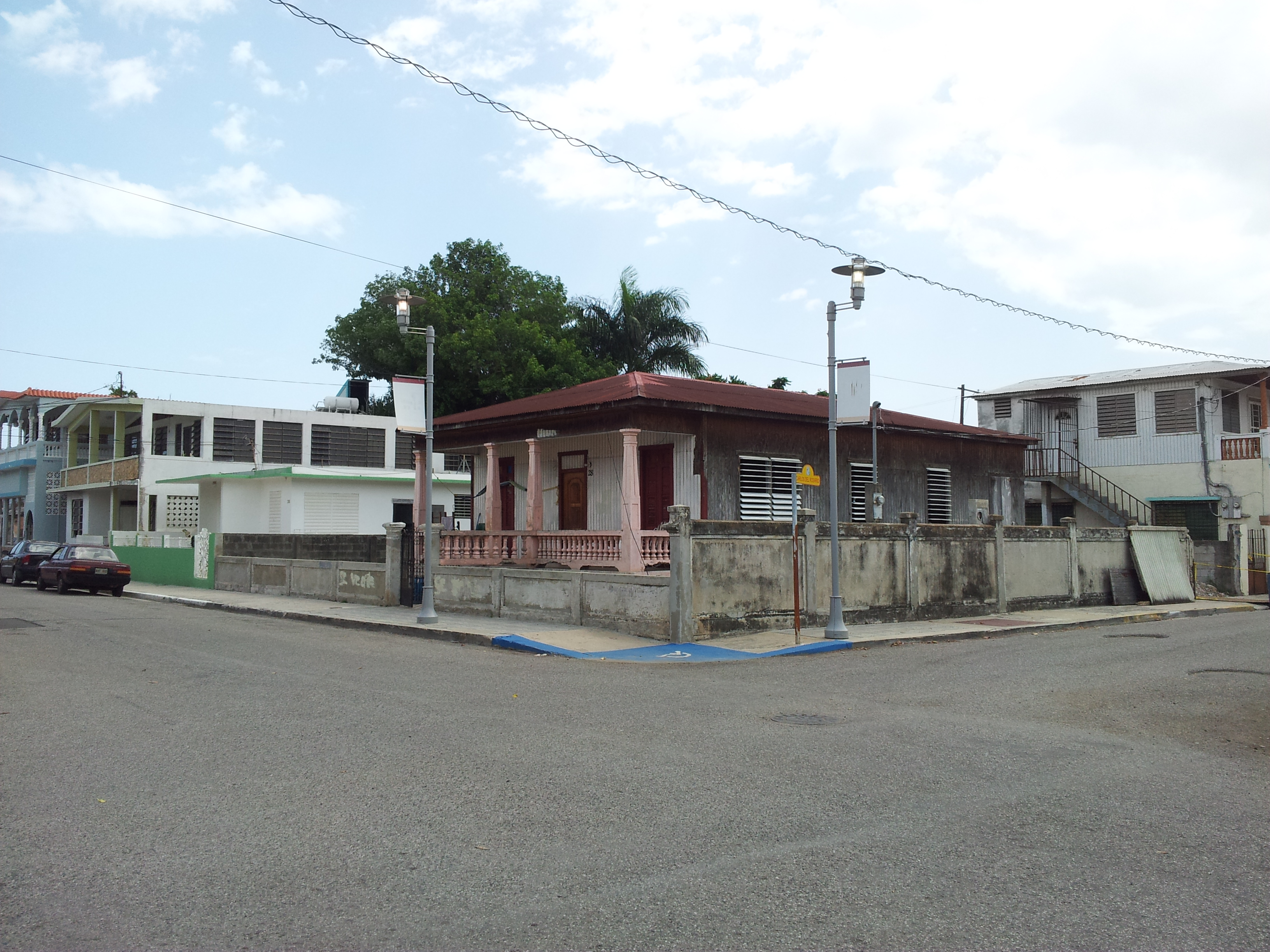
Casa en Guánica
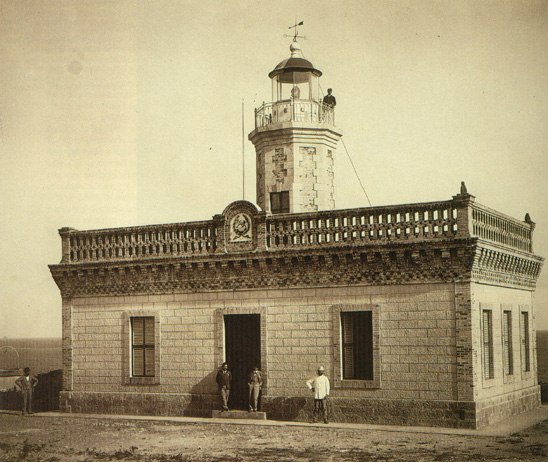
Faro de Guánica
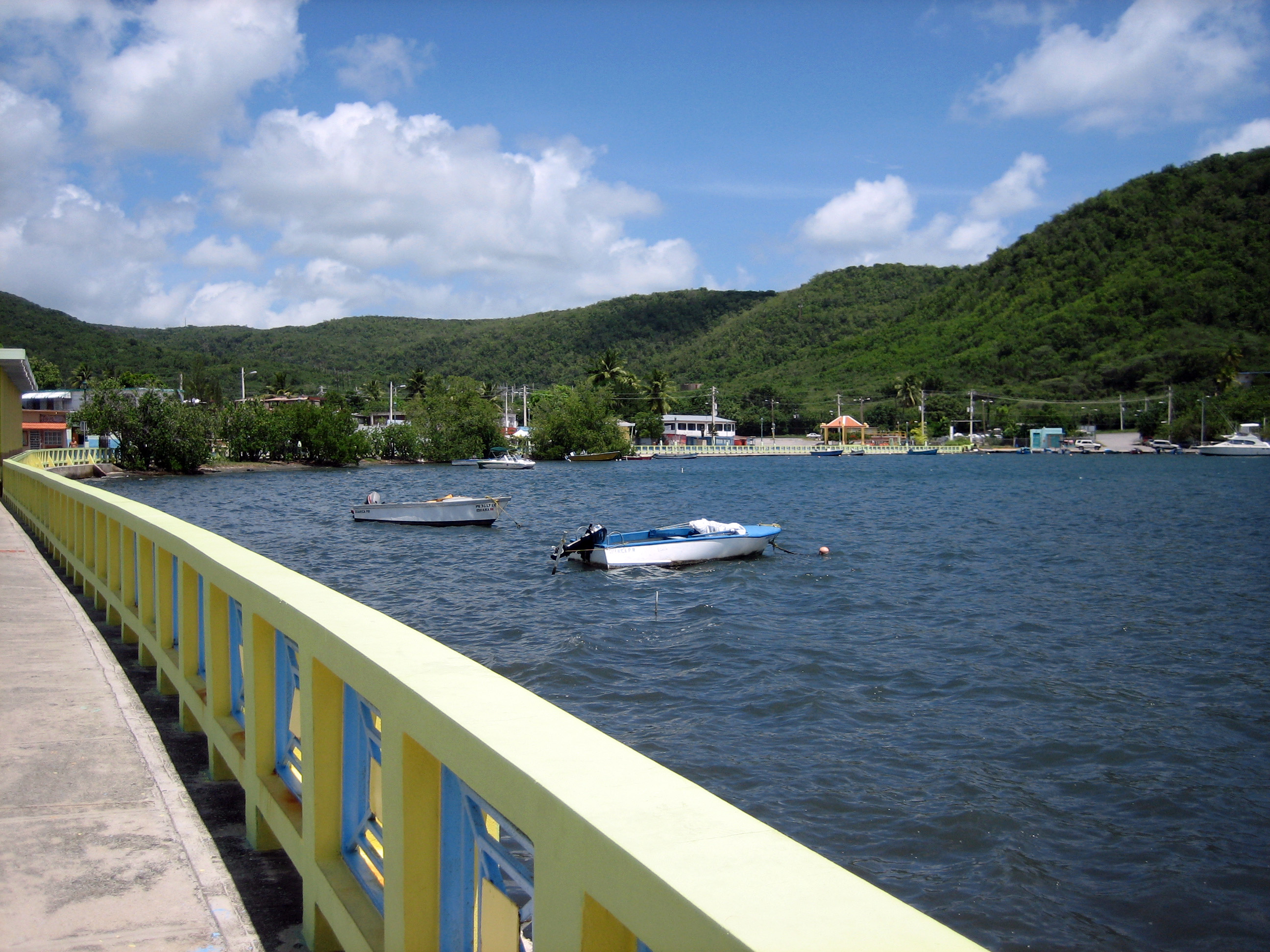
Bahía de Guanica
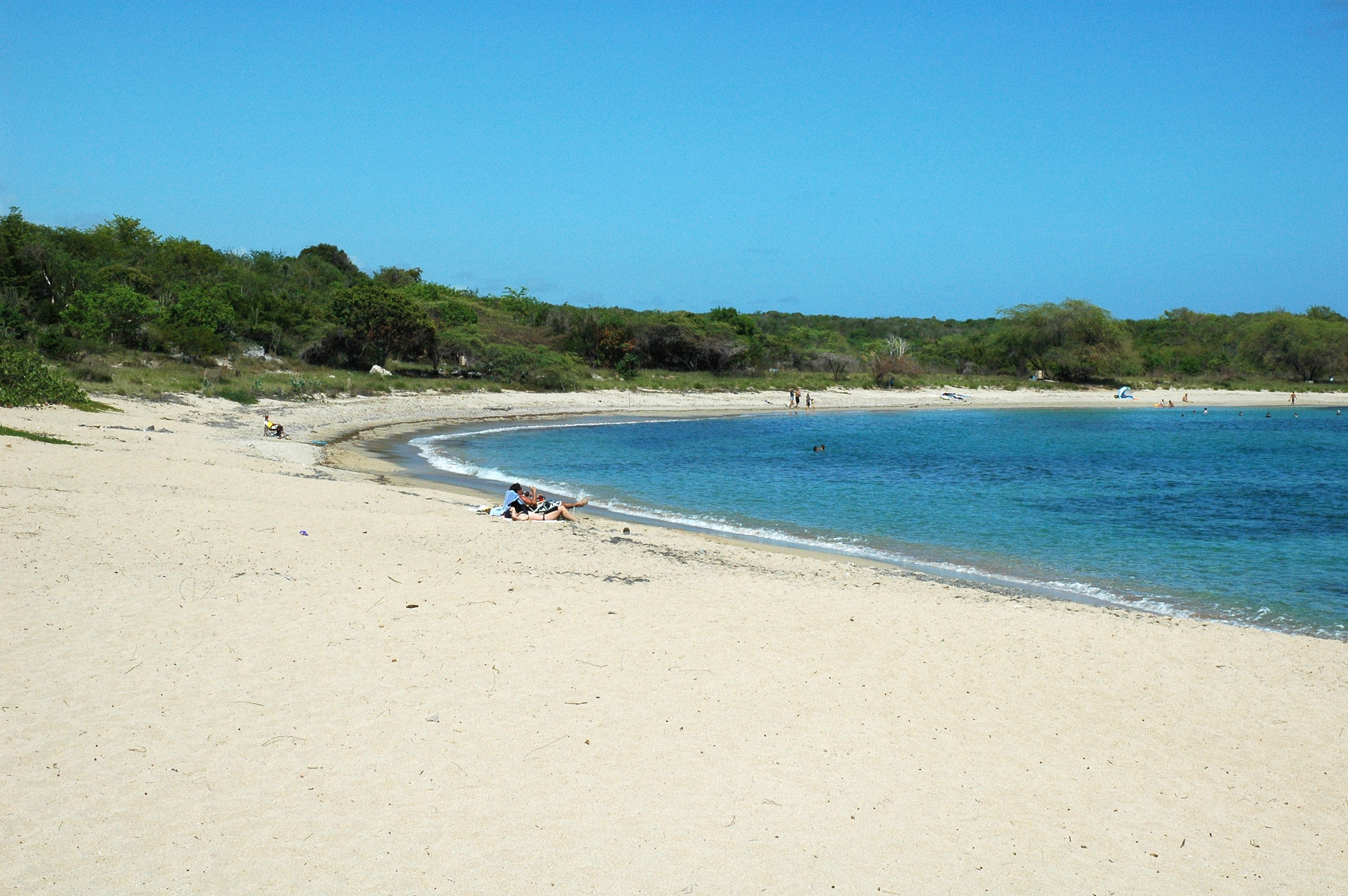
Playa Manglillo
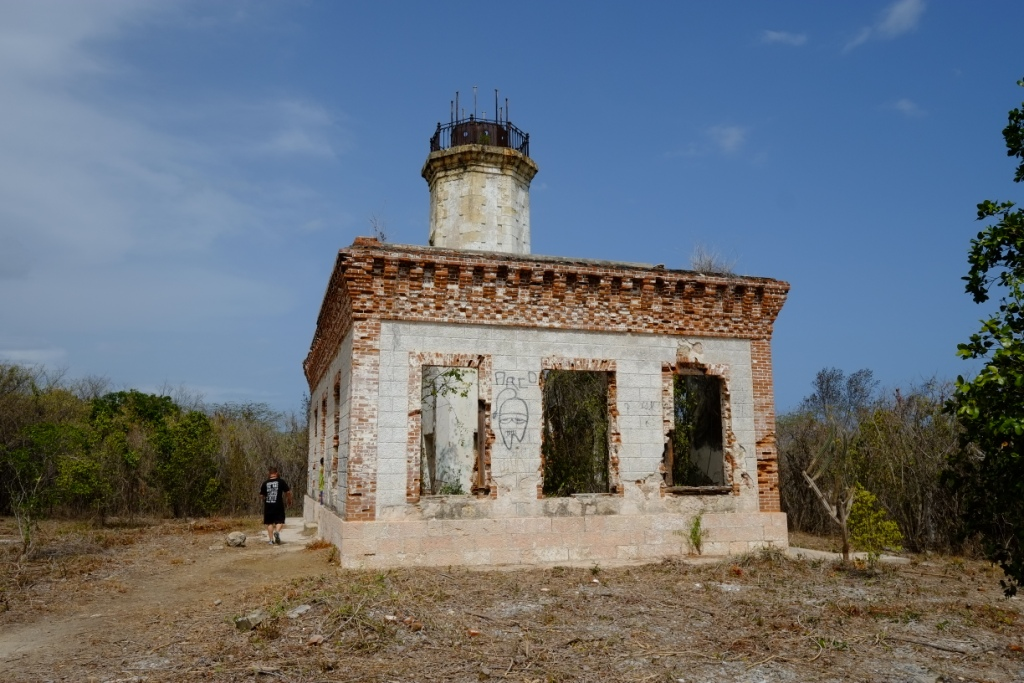
Faro histórico de Guánica
Vista aérea del faro de Gúanica
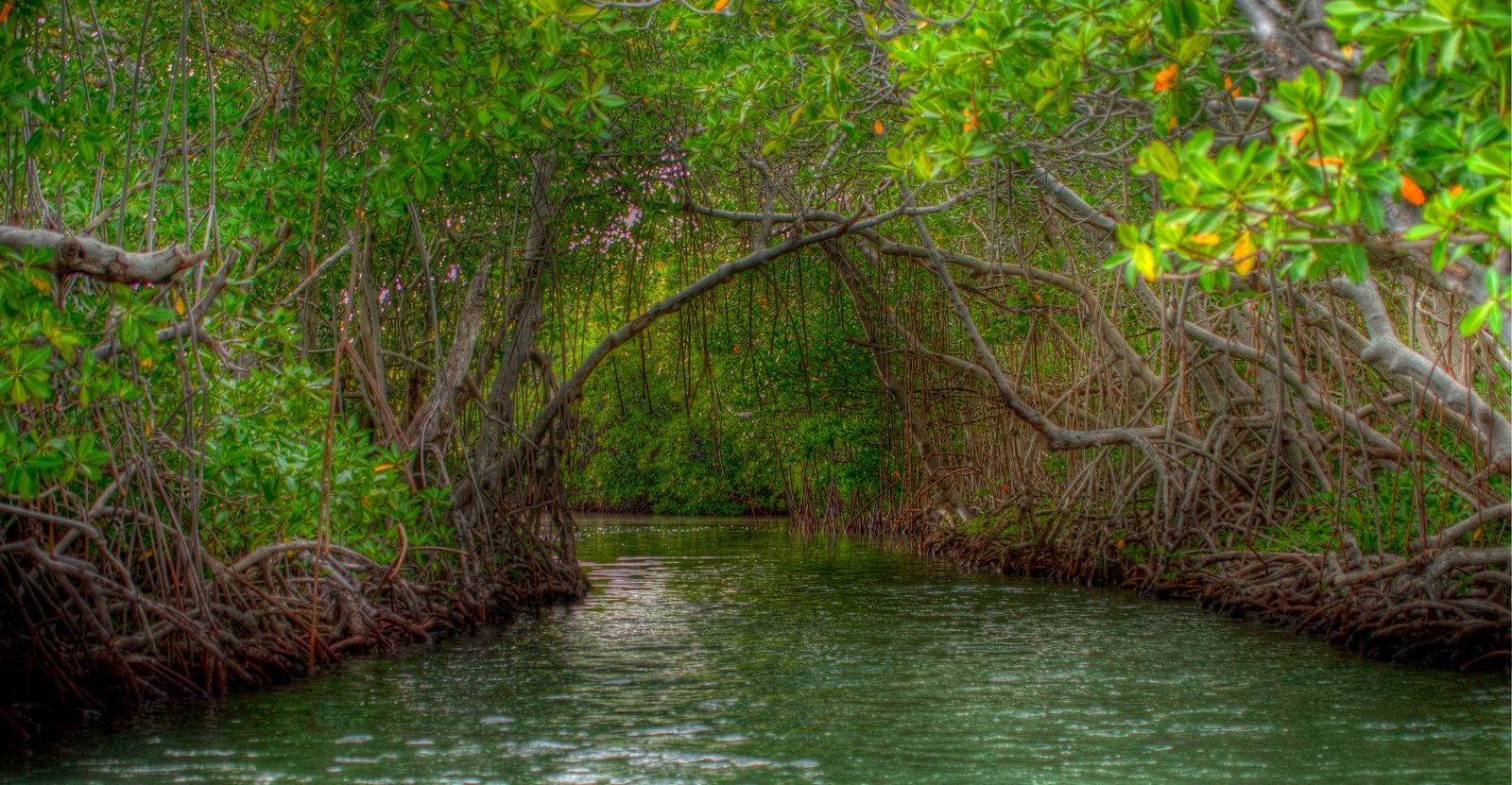
Manglares en Guánica
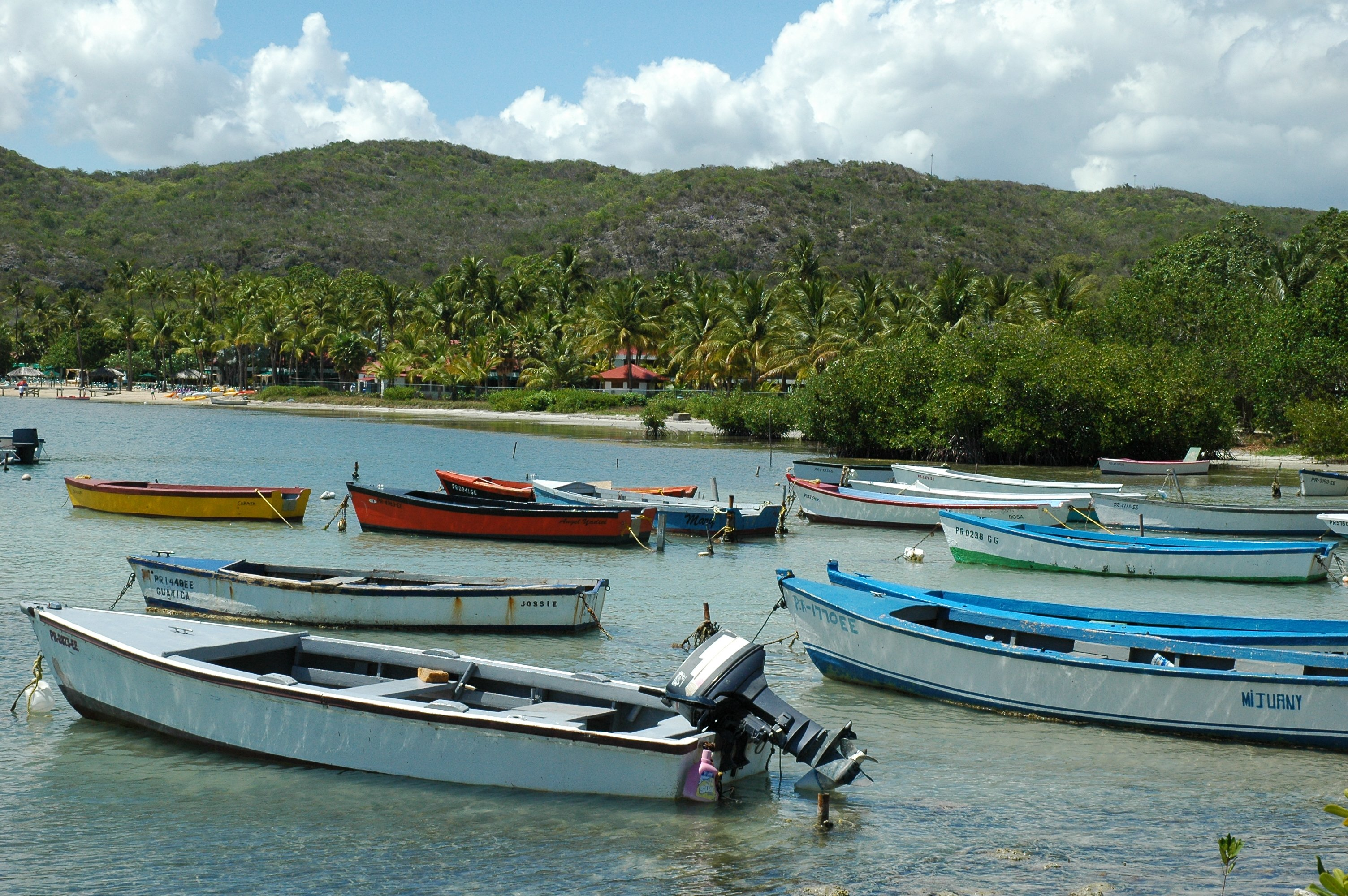
Botes en la costa de San Jacinto en Guánica
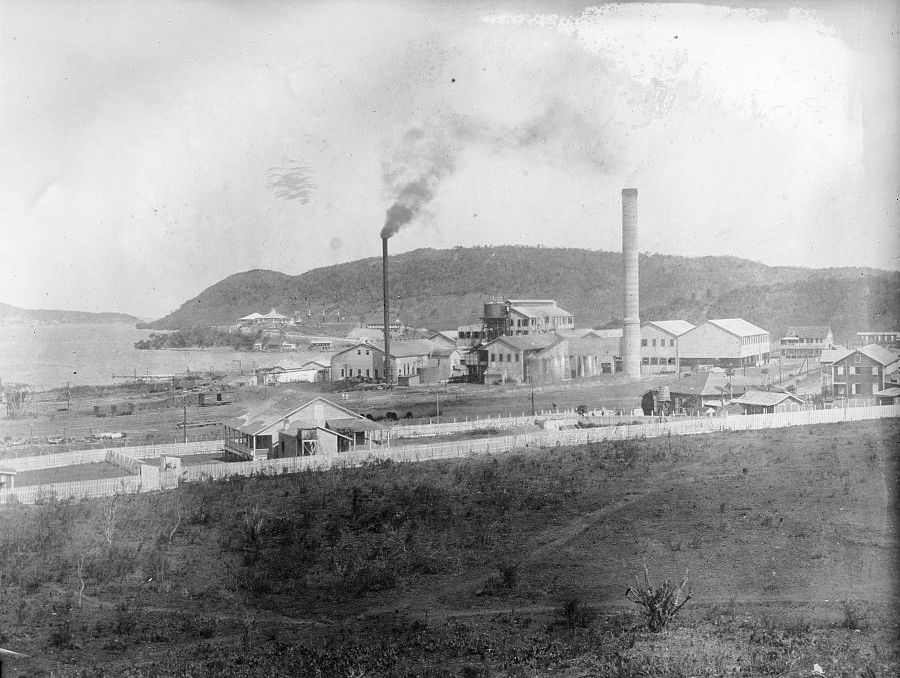
Central azucarera de Guánica
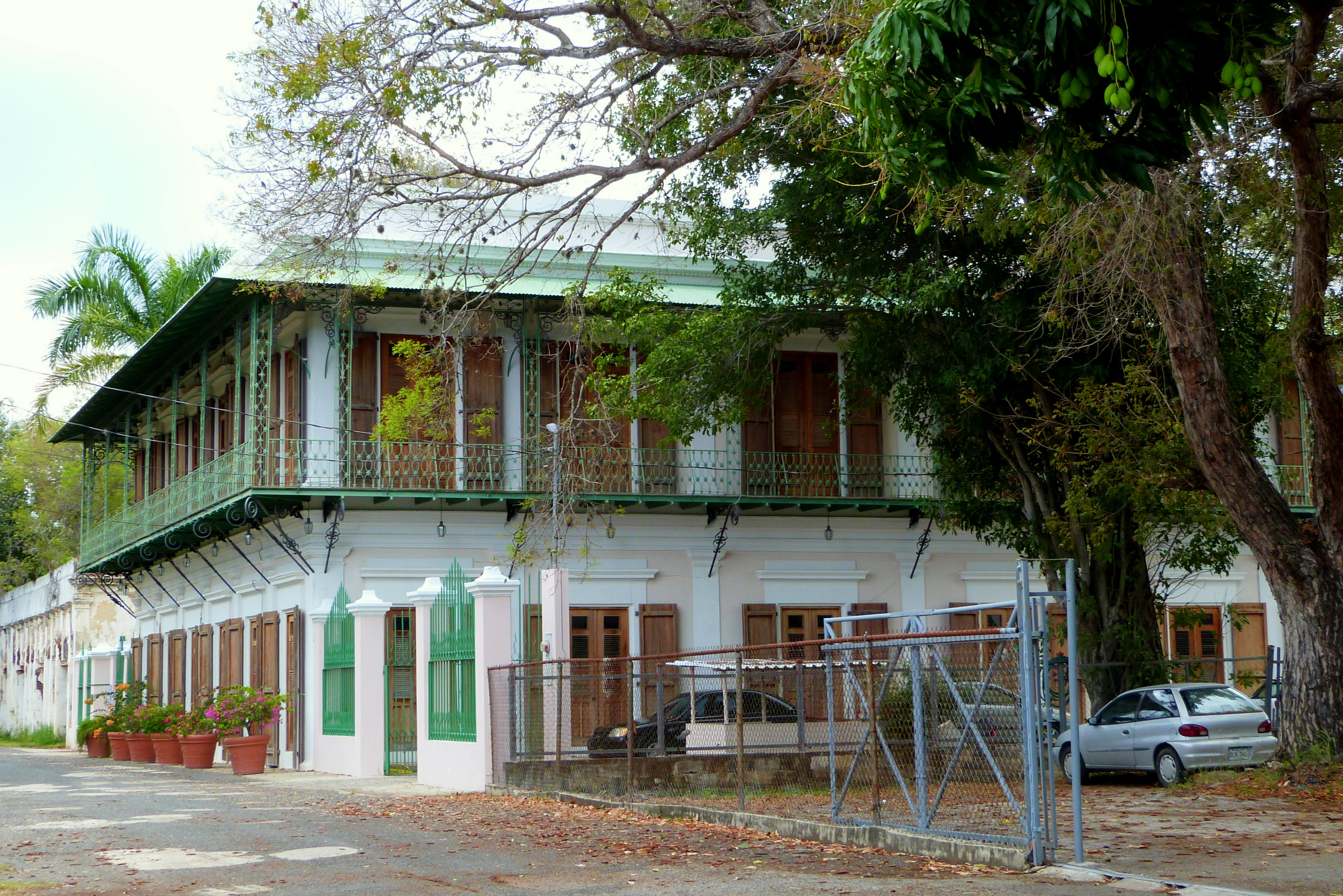
Hacienda de Santa Rita - Guanica, Puerto Rico
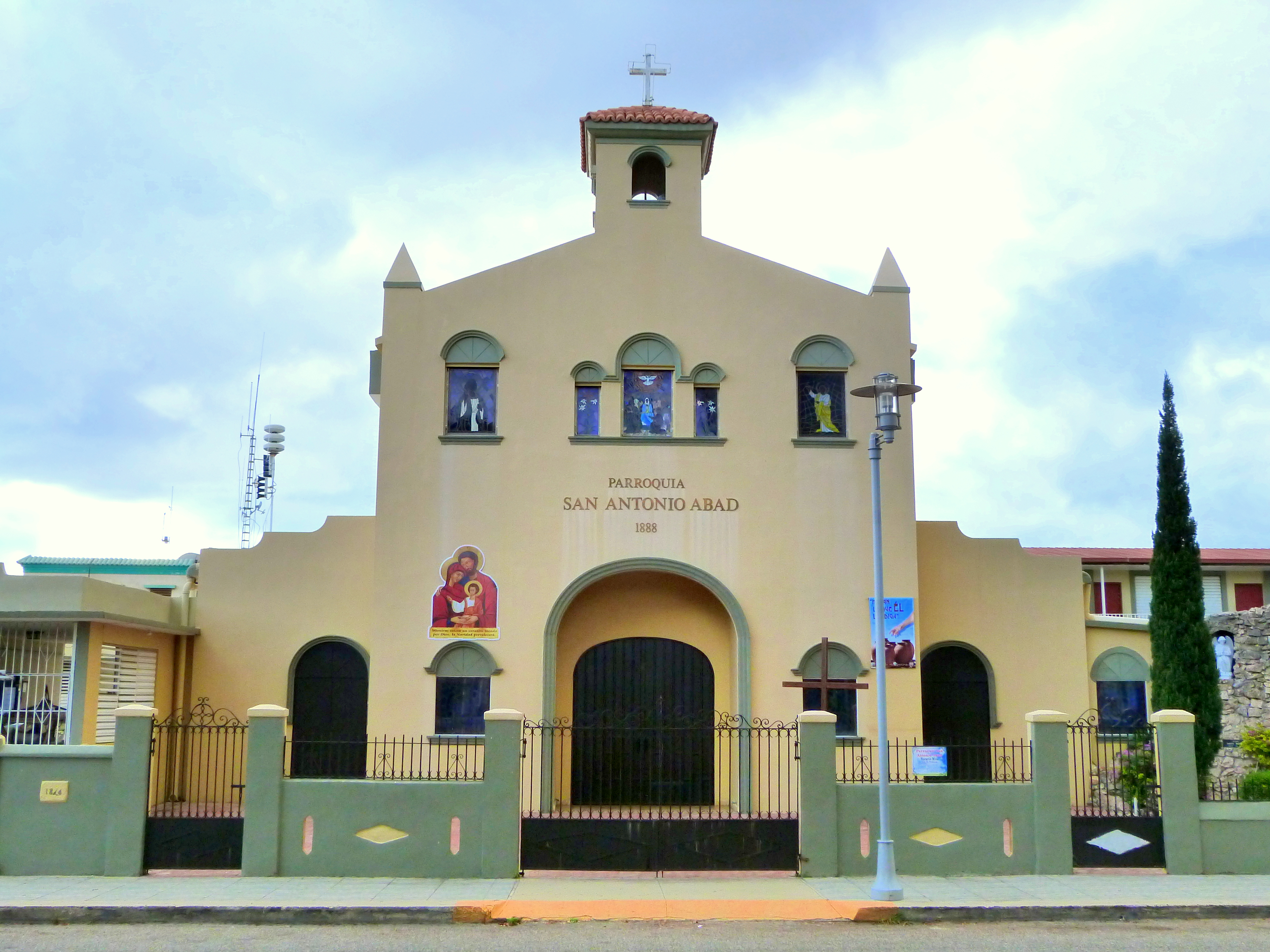
Iglesia de San Antonio Abad, Guanica Puerto Rico
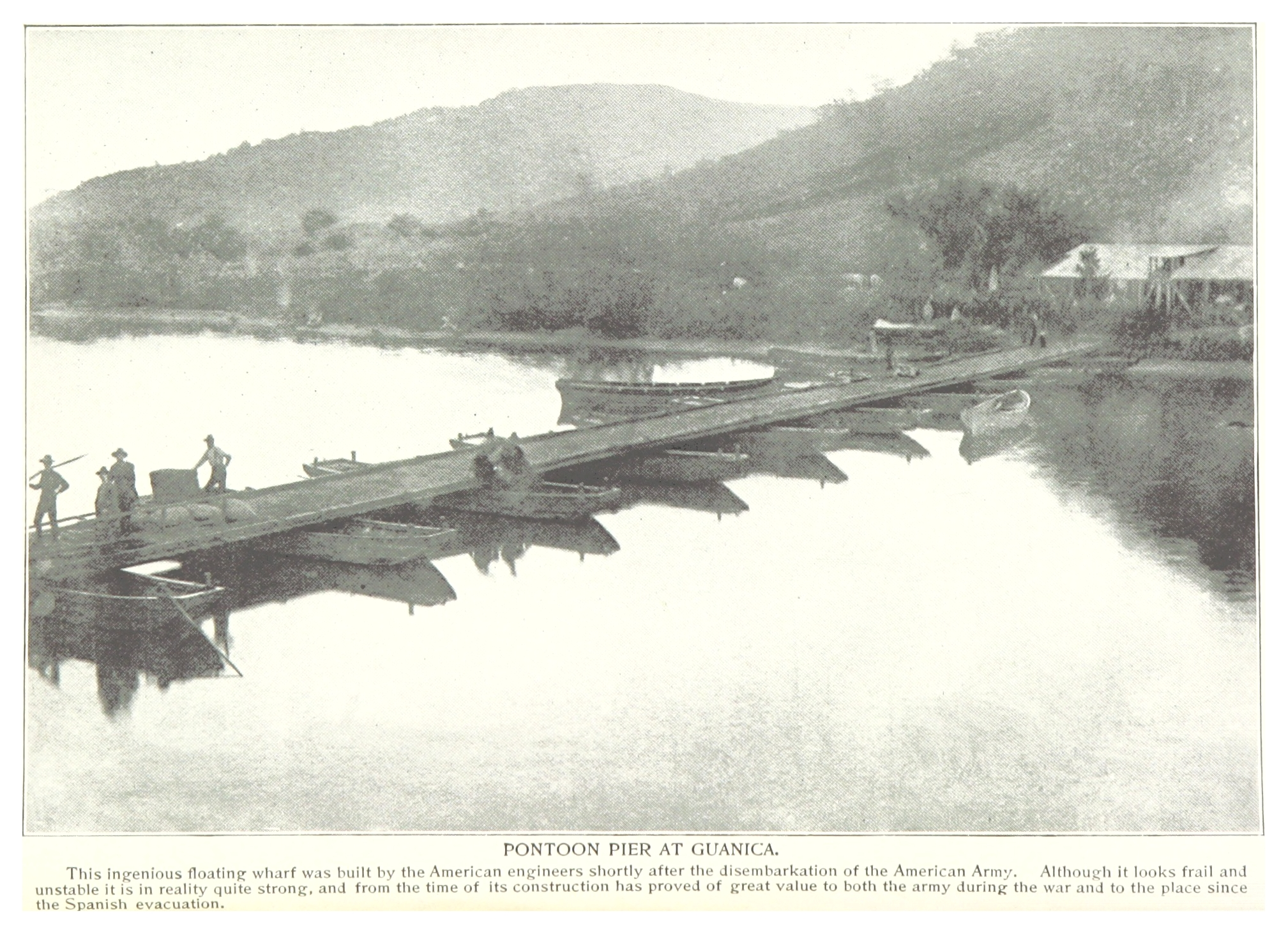
Muelle de pontón en Guánica

## Personajes destacados
- Luz Celenia Tirado
- Ramón Claudio Tirado
- Arístides Cales Quirós
- María Rodríguez Denton
- Victoria Cruz
- Ramón Colón-López